# Leonor Maia
Leonor Maia, pseudónimo de Maria da Conceição de Vasconcelos (Lourenço Marques, Moçambique, 8 de Dezembro de 1921 — Estoril, Portugal, 3 de Abril de 2010) foi uma atriz do cinema Português ativo na década de 1940, mais lembrada pelo seu papel em O Pai Tirano, onde interpretava Tatão. Ela se aposentou do cinema em 1953.

## Biografia
Leonor Maia, pseudónimo de Maria da Conceição de Vasconcelos, nasce em 1921 em Lourenço Marques. Em 1940, António Lopes Ribeiro durante as filmagens do filme Feitiço do Império, filme realizado em África, conhece esta jovem e fica agradavelmente surpreendido com a sua beleza e simpatia. Pensa imediatamente em dar-lhe o papel de Fay Gordon, que acabou por ser desempenhado por Madalena Sotto. Convida-a a vir para a metrópole para tentar a sorte no mundo do cinema. Maria da Conceição aceita o convite, vem para Lisboa e presta provas para o filme O Pai Tirano, o que agrada imediatamente. Adopta o nome artístico de Leonor Maia, mas o nome com que ficará para sempre conhecida será o nome de Tatão (papel que interpretava em O Pai Tirano). Protagonizou inúmeros filmes da década de quarenta obtendo rasgados elogios da crítica e do público. O seu nome num cartaz era sinónimo de sucesso. Em 1948, ganha o prémio do SNI para a melhor actriz pelo seu papel no filme Serra Brava. Em 1953 é convidada para entrar num filme americano que iria ser filmado em Lisboa, Kill or Be Killed, realizado por Max Nosseck. No mesmo ano retira-se da vida artística, casando com o coronel James B. Pritchard, da Força Aérea Americana, de quem teve dois filhos, Michael e Paul. Viveu na Holanda, em Paris e Londres, voltando a Portugal no ano de 1971, residindo no Estoril, onde faleceu aos 88 anos, em 2010.
O seu nome faz parte da Toponímia de: Almada (Freguesia da Charneca de Caparica); Sintra (Freguesia de Rio de Mouro).

## Filmografia
- O Pai Tirano (1941)
- Ave de Arribação (1943)
- Madalena, Zero em Comportamento (1944)
- Camões (1946)
- Ladrão, Precisa-se (1946)
- Serra Brava (1948)
- Uma Vida Para Dois (1949)
- Sol e Toiros (1949)
- A Volta de José do Telhado (1949)
- Kill or Be Killed (1950)
- Chikwembo! (1953)